# Тротуарна крейда

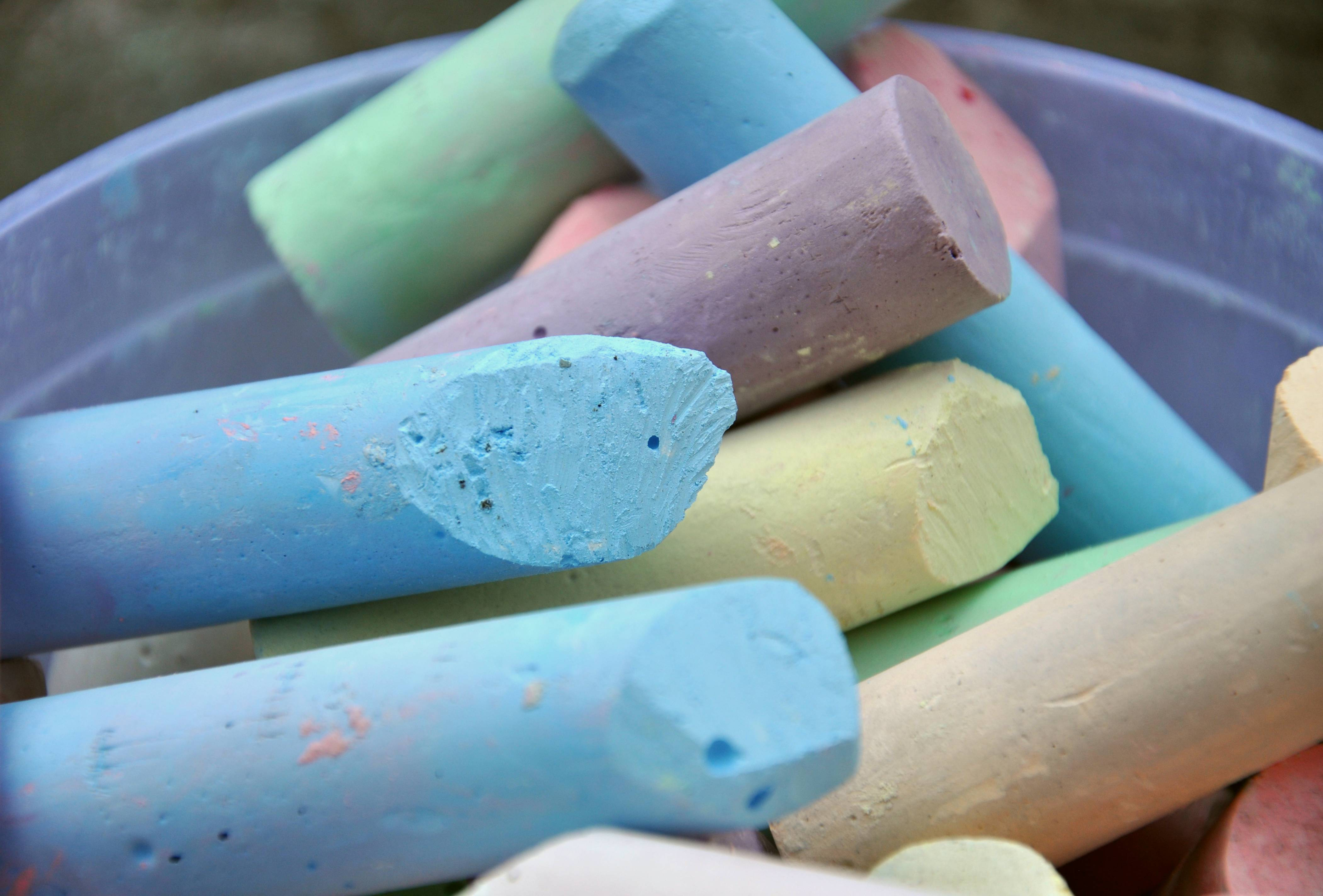
Палички тротуарної крейди

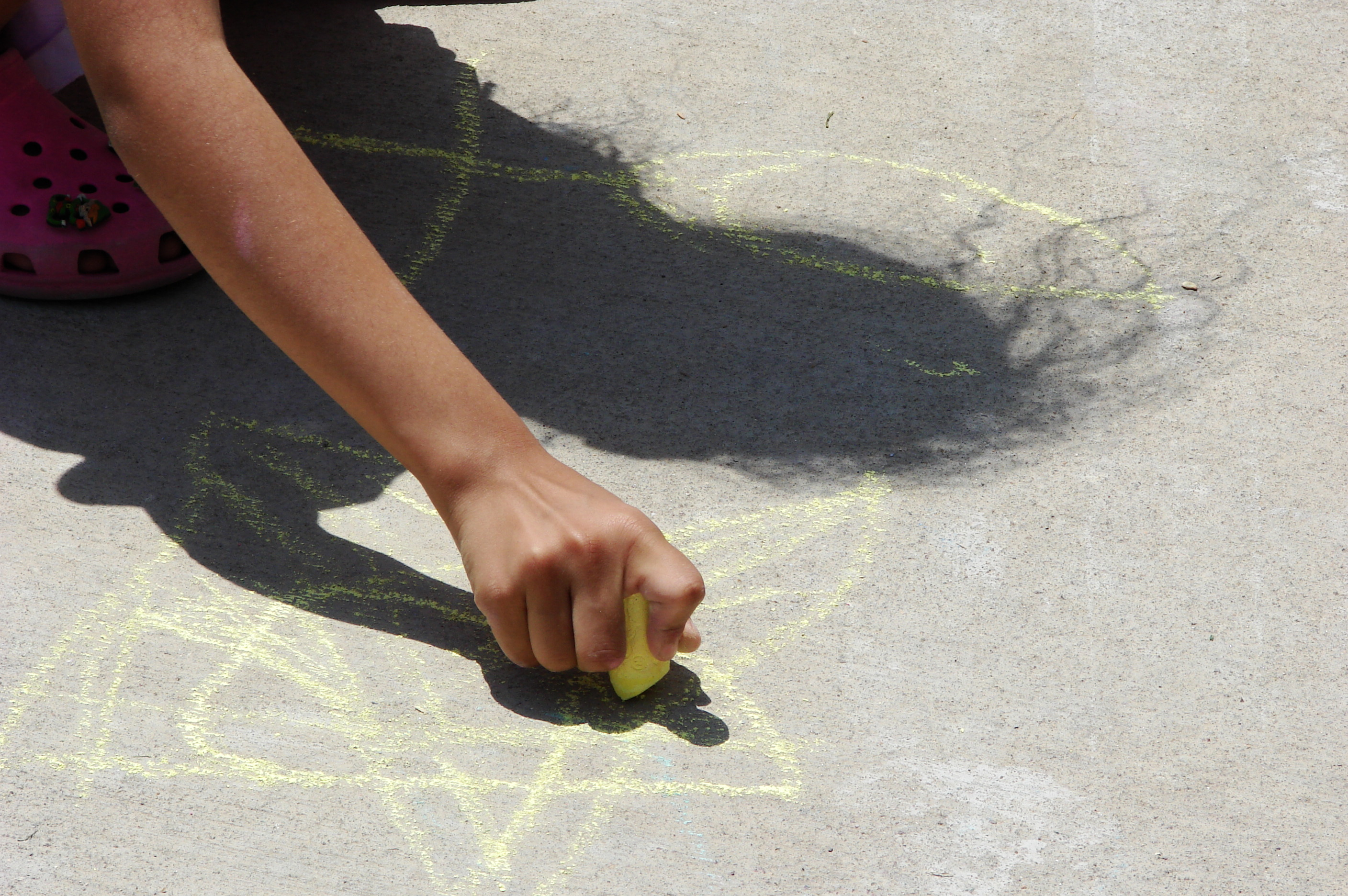
Дитина малює на бетоні

Тротуарна крейда – це зазвичай великі й товсті палички крейди, які бувають різних кольорів і в основному використовуються для малювання на тротуарах або бетонних тротуарах. Крейда для дошки, яка зазвичай використовується в навчальних закладах.
Існує кілька різних типів тротуарної крейди, які зазвичай поставляються в однотонних паличках різної товщини та довжини. Крейду, призначену для малювання на тротуарах зазвичай роблять грубою, а крейду для дошки - коротшою та тоншою. Існують також тривимірні набори крейди для тротуарів, у яких кожна паличка крейди створена двома окремими кольорами, які виглядають тривимірними, якщо дивитися крізь тривимірні окуляри, які постачаються з крейдою. 
Тротуарну крейду можна дешево виготовити вдома з води, фарби та паризького гіпсу. 

## Використання
Крейда для тротуарів використовується в деяких університетах для реклами заходів, особливо там, де багато бетонних площин, на яких можна щось зобразити. Встановлюються заборони на те, де учні можуть писати крейдою. Зазвичай це обмежується ділянками, які можуть бути змиті опадами, або ділянками, які мають бути очищені від маркування крейдою.
Деякі вчителі заохочують до використання тротуарної крейди на килимі, як інтерактивний навчальний засіб. 
Хоч тротуарна крейда створена, щоб дозволити людям малювати на тротуарах чи бетоні, деякі правоохоронні органи можуть забороняти малювати на тротуарах у певних місцях без попереднього запиту на дозвіл. 

## Події
16–17 вересня 2006 року по всьому світу відбувся глобальний захід, спрямований на просування миру за допомогою малюнків крейдою на тротуарах різних міст планети.  Chalk4Peace був проєктом, який реалізував художник з Арлінгтона, штат Вірджинія, на ім’я Джон Аарон, який запросив дітей і підлітків віком від 8 до 18 років по всьому світу об’єднатися в групи, щоб намалювати крейдою малюнки, які б ілюстрували мир, для однієї з подій Chalk4Peace.  Для малювання учасникам були виділені місця на тротуарі та бетоні, а волонтери фотографували вуличні картини, щоб за допомогою них заохочувати людей до миру .  Аарон використовував власні гроші та зібрані пожертви, щоб забезпечити крейдою для тротуарів ті регіони світу, які, на його думку, не мали доступу до якісної крейди. 
Існує багато конкурсів для художників, що малюють крейдою, зокрема Pavement Art Competition на фестивалі Bold Street, що відбувся у Ліверпулі в 2010 році.
Найбільший у світі фестиваль малювання крейдою на тротуарах — Фестиваль крейди в Пасадені, який щорічно проводиться в Пасадені, штат Каліфорнія.  В 2010 році було залучено близько шестисот художників різного віку та рівня майстерності, що привабило понад 100 000 відвідувачів. 

## Мистецтво

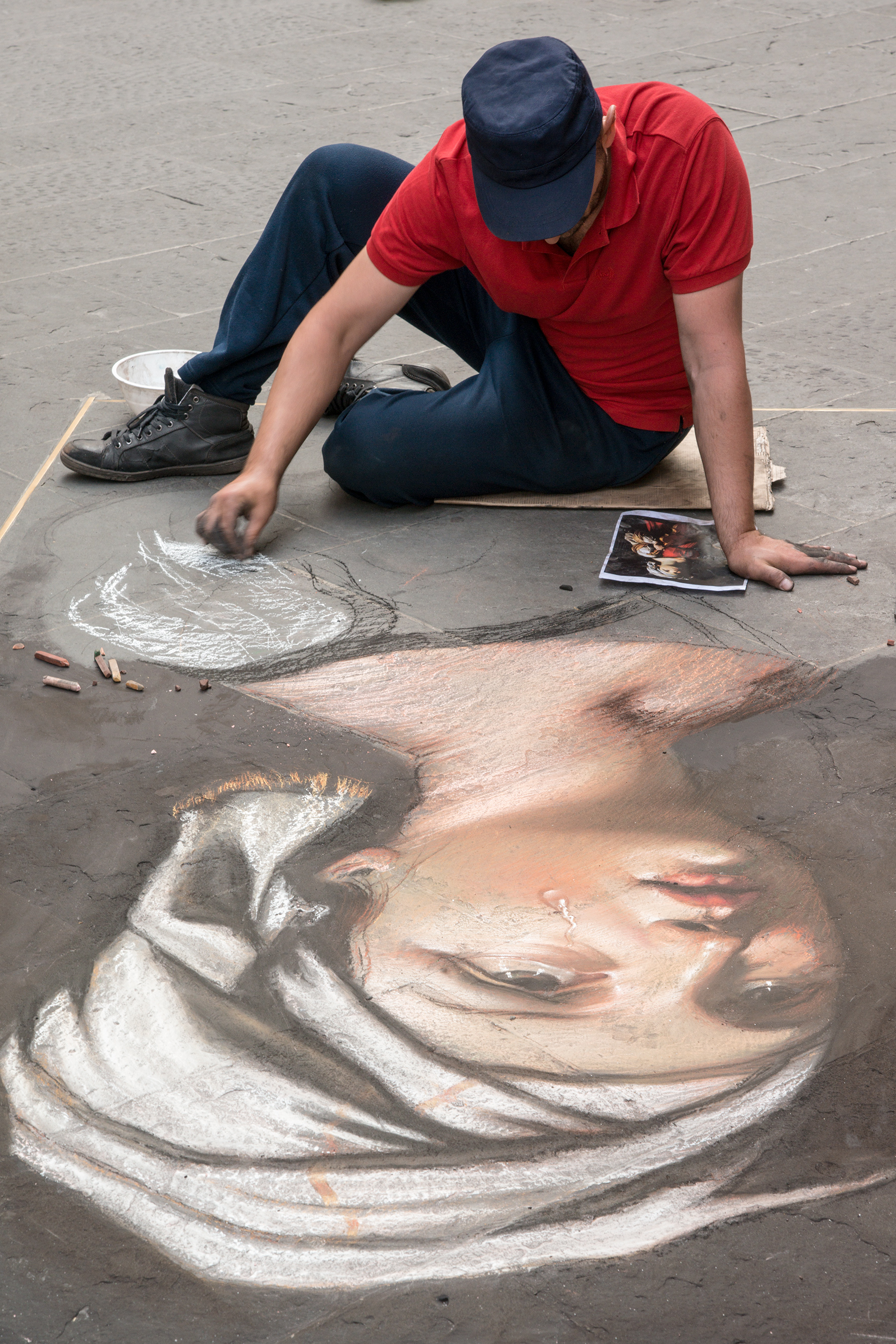
Художник малює крейдою у Флоренції, Італія

Такі художники, як Курт Веннер, Елліс Галлагер і Джуліан Бівер, створювали складні та реалістичні вуличні картини, використовуючи тільки крейду та пастель . Для художників, які малюють тротуарною крейдою, характерно використання анаморфного малюнка. Джуліан Бівер у запитаннях і відповідях з Адамом Борецом  пояснив свій перший анаморфний малюнок крейдою на тротуарі «Басейн»:
До анаморфних малюнків, я малював звичайні малюнки на бруківці — портрети відомих та копії старих майстрів. У Брюсселі була одна конкретна вулиця, на тротуарі якої були великі прямокутники з плиток... Я використовував ці прямокутники як рамки для своїх малюнків... Я робив це багато разів, коли одного дня раптом зрозумів, що можу використовувати ці плитки, ніби якби вони були зовнішнім оточенням міні-басейну. Все, що мені потрібно було зробити, це розфарбувати їх, а потім прокласти ними басейн всередині ... Я був настільки вражений результатом ... що мені захотілося зробити ще більше.[4]

## Зовнішні посилання
- Busker Alley - відео художників, що малюють по тротуарах крейдою та фарбами
- Галерея тротуарної крейдою, намальованої дітьми
- Малювання на Землі. Найбільший у світі малюнок крейдою
- Фестиваль крейди в Пасадені - офіційний сайт фестивалю крейди в Пасадені